# Миксоидни липосарком
Миксоидни липосарком (акроним МЛС) је малигни тумор масног ткива,хистолошки миксоидног изгледа.

## Епидемиологија
Миксоидни липосаркоми су други најчешћи тип липосаркома, који представља 30-40% свих липосаркома, са инциденцијом која је приближно 1/769.000 годишње.

## Етиопатогенеза
Миксоидни липосаркоми се јављају као велика, споро растућа, безболна маса:
- најчешће на удовима пре свега ногама, посебно на бутинама, скочном зглобу, проксималним деловима екстремитета
- затим на задњици,
- ретроперитонеуму,
- трупу,
- глави и врату.
- у интермускуларним фасцијалним равнима или дубоко усађеним подручјима.

Неопластичне ћелије у овим неоплазмама садрже хромозомске транслокације које стварају један од два фузиона гена: 
ФУС-ДДИТ3 фузиони ген (у ~90% случајева), који се формира спајањем дела гена породице ФУС ФЕТ гена који се нормално налази на кариотипу 11.2 на кратком (или "п") краку хромозома 16 са делом гена фамилије транскрипционог фактора ДДИТ3 ЕТС који се нормално налази на кариотип 13.3 на дугом (или "к") краку хромозома 12. Овај фузиони ген је означен као т(12;16)(к13;п11). Претклиничке студије, односно лабораторијске студије, сугеришу да фузиони ген ФУС-ДДИТ3 може деловати као онкоген за промоцију развоја миксоидних липосарма.
ЕВСР1-ДДИТ3 фузиони ген, који се јавља у до 10% случајева миксоидног липосаркома. Овај ген настаје спајањем гена из породице гена ЕВСР1 ФЕТ који се налази на кариотипу 12.2 на к краку хромозома 22 са делом ДДИТ3 гена. Овај фузиони ген је означен као т(12;22)(к13;12). .

## Клиничка слика
Клиничка слика миксоидног липосаркома се појављује у млађем узрасту за разлику од других подтипова липосаркома са типичним узрастом дијагнозе у распону од 35-55 година.
Претежно се јавља у удовима (најчешће у бутинама), а ретко у ретроперитонеуму или поткожном ткиву. 
Једна трећина случајева МЛС ће постати метастатска са туморима који се шире на необичне локације костију и меких ткива са мултифокалним синхроним или метахроним ширењем на подручја масних јастучића у ретроперитонеуму, трупу, перикарду и аксили.

## Дијагноза
Када се открије туморска маса, врши се компјутерска томографија (ЦТ) или магнетна резонанца (МРИ). МЛС се састоје од униформних, округлих до овалних, примитивних нелипогених мезенхимских ћелија и малих липобласта са печатним прстеном у истакнутој миксоидној строми са плексиформном васкулатром.
Лезије грудног коша и абдомена не захтевају биопсију пре третмана осим ако је вероватно да ће ресекција бити непотпуна или веома морбидна. Лезије екстремитета се генерално узоркују вишеструким биопсијама језгра да би се идентификовао хистолошки подтип (миксоидна наспрам округле ћелијске компоненте) и стадијум болести. 
Дијагноза се може потврдити доказима о ДДИТ3-ФУС транслокација из флуоресцентне ин ситу хибридизације (ФИСХ) или РТ-ПЦР. 
Високи нивои округле ћелијске компоненте предвиђају лошији исход, тако да се мора утврдити да ли је тумор више миксоидни (< 5% округле ћелијске компоненте) или има више округлих ћелије (> 5% округле ћелијске компоненте).
- Микрофотографија миксоидног липосаркома. Х&Е мрља
- МРИ миксоидног липосаркома високог степена, у левој аксиларној регији мушкарца од 40 година. Хоризонтални пресек.

## Диференцијална дијагноза
МЛС се може заменити са:
- Јуинговим саркомом,
- лимфомом и
- плеоморфним недиференцираним саркомом.

Друге миксоидне неоплазме такође морају бити искључене.

## Тарпија
Лечење укључује хируршку ексцизију тумора и околног ткива за миксоидни липосарком ниског степена. 
У ретким случајевима је неопходна ампутација екстремитета. 
МЛС округлих ћелија високог степена који су величине > 5 cm, или маргинално ресектабилни тумори, могу се лечити преоперативном хемотерапијом и/или преоперативном или постоперативном радиотерапијом.
У поређењу са другим подтиповима, добро реагује на радиотерапију и хемотерапију. Хемотерапеутски агенси доксорубицин и ифосфамид су обично опције прве линије лечења, док се ектеинасцидин користи као третман друге линије. 
Препоручује се доживотно праћење како би се пратили рецидиви на почетном месту, као и удаљене метастазе.

## Прогноза
Прогноза МЛС је добра за пацијенте са миксоидним липосаркомом ниског степена (дефинисаног као чист миксоид или са мање од 5% округле ћелијске компоненте), јер је петогодишња стопа преживљавања 92%. 
Значајна (5% или више) округла ћелијска компонента је повезана са много лошијом прогнозом, са петогодишњом стопом преживљавања од 74%.